# Sergio Toppi

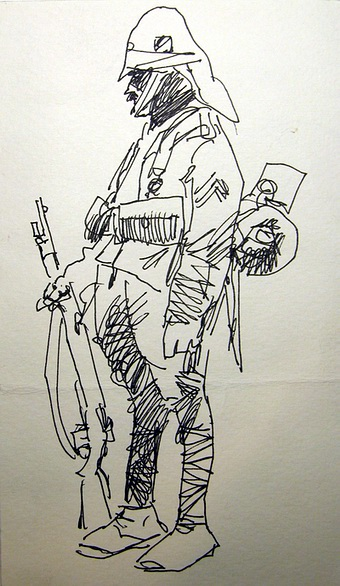
Desenho de um soldado colonial inglês da autoria de Sérgio Toppi

Sergio Toppi (Milão, 11 de outubro de 1932 - Milão, 21 de agosto de 2012) foi um quadrinista italiano.

## Biografia
Foi ilustrador de publicidade na década de 1950. Começou a desenhar histórias em quadrinhos na década seguinte, colaborando com revistas italianas como Corriere dei Piccoli, Corriere dei  Ragazzi, Linus, Alter Alter, Corto Maltese e L'Eternatuta. Suas obras foram também publicadas por editoras da França e Espanha.
Desenvolveu um estilo próprio, marcado pela ruptura com o padrão da divisão em quadros. Em vez disso, optava frequentemente por estender uma ilustração por uma página inteira, usando diversos elementos gráficos para estabelecer a narrativa. Influenciou diversos artistas, como Frank Miller, Walt Simonson e Dave McKean. 
Em geral, produzia histórias fechadas. Sua única série foi O Colecionador, protagonizada por um viajante do tempo e iniciada em 1982, na revista L'Eternauta.

## Principais obras
- Leone il grande, 1978
- Carlo Martello, 1978
- Giovanni Sobieski, 1978
- Ben Gurion, 1978
- Sharaz-de, 1979
- Edmond De Valera, 1979
- Caterina da Siena, 1979
- Little Big Horne 1875, 1978
- Domande, 1983
- Un'idea difficile da mandar giù (1983
- Funghi, 1983
- Krull, 1984
- Kas Cey, 1984
- Chapungo, 1985
- M'Felewzi, 1985
- Isola gentile, 1987
- Aloranguay, 1988
- Thanka,1988
- L'incontro, 1989
- Una grave lacuna, 1990
- Blues, 1990
- Il dossier Kokombo, 1991
- Solitudinis Morbus, 1991
- Dio Minore, 1993
- Cavaliere di ventura, 1993